# Arraba (Dżanin)
Arraba (arab. ‏عرّابة‎) – miasto w Autonomii Palestyńskiej (północny Zachodni Brzeg, muhafaza Dżanin). Według danych oficjalnych na rok 2007 liczyło 9 802 mieszkańców.